# Àcid dotriacontanoic
L'àcid dotriacontanoic (anomenat també, de forma no sistemàtica, àcid dotriacontílic o àcid laccèric) és un àcid carboxílic de cadena lineal amb trenta-dos àtoms de carboni, la qual fórmula molecular és {\displaystyle {\ce {C32H64O2}}}. En bioquímica és considerat un àcid gras, i se simbolitza per C32:0.

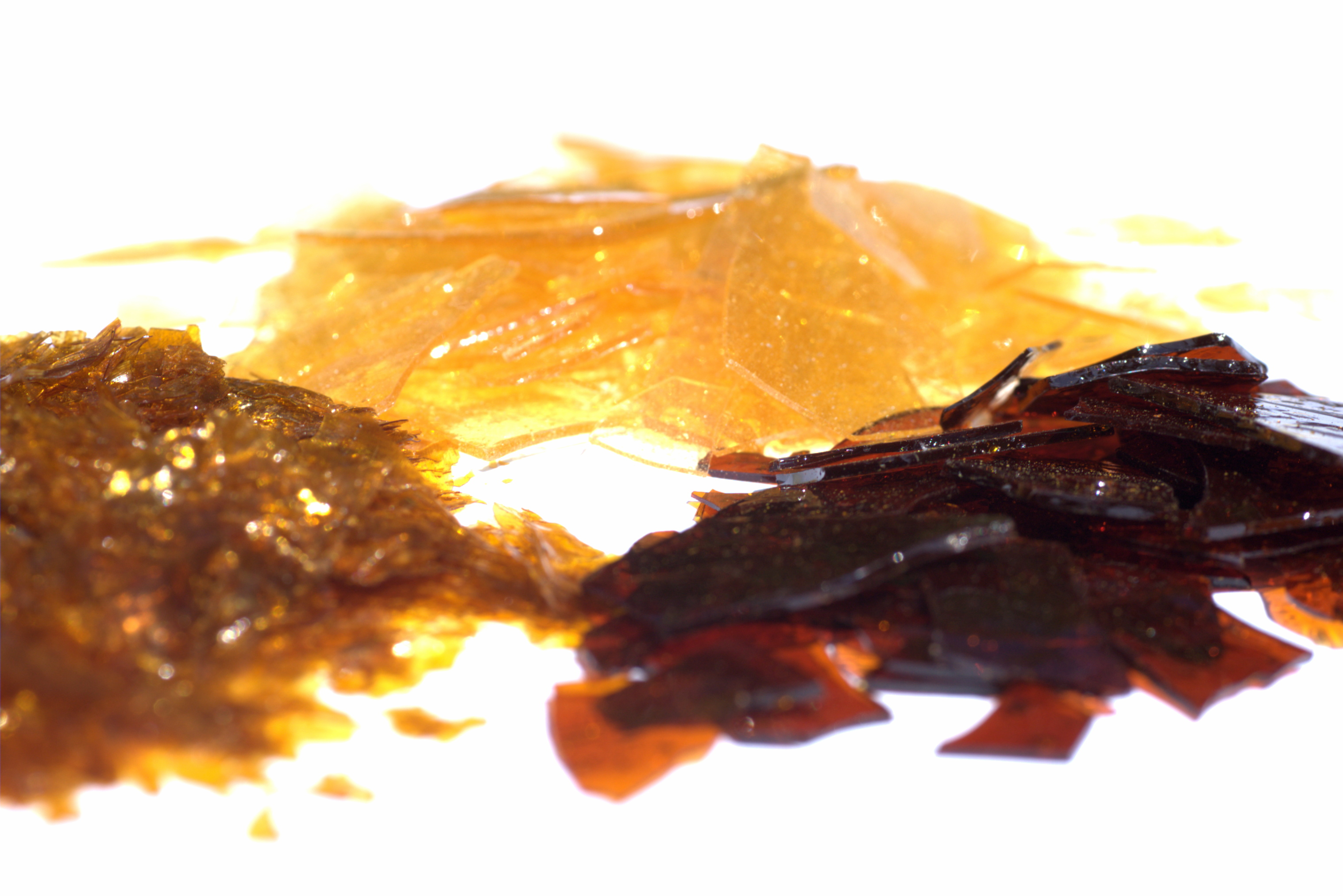
Laca animal

L'àcid dotriacontanoic a temperatura ambient és un sòlid que fon a 96,2 °C. És soluble en cloroform, en acetona calenta i en benzè calent. El seu nom comú, àcid laccèric, prové del fet que s'aïllà de la laca animal, una secreció resinosa de color escarlata que produeixen un gran nombre d'espècies d'insectes, coneguts com a cucs de la laca, dels gèneres Metatachardia, Laccifer, Tachordiella, Austrotacharidia, Afrotachardina i Tachardina o dins la superfamília Coccoidea. S'ha trobat també en algunes plantes, com ara l'anagall Lysimachia arvensis.